# 纯律
纯律(英語：或)，和平均律為現在最常被拿來討論的兩大類律式。純律中的每個音之間頻率關係都是有理數，因而在这种音阶中和聲較少產生狼音，在人耳听来和谐、純粹，故名。
该方法产生的音阶与平均律有着细微的差异。纯律均基于自然泛音音程，这是它们不同于十二平均律之处。

## 歷史
在最早，純律音程純粹的和諧或許就是音樂聽來好聽的原因。由於早期的技術限制，黃鐘不能還原的問題雖在數學上被提出，卻沒被重視。後來在西歐音樂，和聲的大量出現導致該問題導致狼音的出現，為此許多其他的律式被提出，如良律和中庸全音律。
在近現代樂器不再限制於傳統樂器，純律又再度受到重視，出現在許多實驗性樂器中。另外如無伴奏合唱的理髮師四重唱其中一個顯著的特色便是屬七和弦使用和聲七度音。

## 西歐古典樂中的純律

### 畢氏律
五度相生律又稱畢氏律，一种观点认为该法由毕达哥拉斯學派所整理完成。又因其僅由純五度及純八度構成，比率中最大質因數皆為3，又被稱為五度律、3-極限純律。

### 引入大三度
使用了如纯五度音上加大三度组成大七度（例如do sol, sol上加大三度，do ti就是大七度）；纯五度音下减大三度為小三度（例如do sol, sol下減大三度，do 降mi就是小三度）的作法。由於這個律的大三度與畢氏律相比更「純粹」，在興起後便很受歡迎。但是狼音程的問題仍然沒有解決，當時的音樂家只能選擇律式中聽起來不糟糕的調來進行創作，較早期的鍵盤樂器也因而常有G#與Ab分別為不同音。
這種律式取1、{\displaystyle {\frac {16}{15}}}(或{\displaystyle {\frac {256}{243}}})、{\displaystyle {\frac {9}{8}}}、{\displaystyle {\frac {6}{5}}}(或{\displaystyle {\frac {32}{27}}})、{\displaystyle {\frac {5}{4}}}(或{\displaystyle {\frac {81}{64}}})、{\displaystyle {\frac {4}{3}}}、{\displaystyle {\frac {7}{5}}}(或{\displaystyle {\frac {45}{32}}}、{\displaystyle {\frac {64}{45}}})、{\displaystyle {\frac {3}{2}}}、{\displaystyle {\frac {8}{5}}}(或{\displaystyle {\frac {128}{81}}})、{\displaystyle {\frac {5}{3}}}(或{\displaystyle {\frac {27}{16}}})、{\displaystyle {\frac {7}{4}}}(或{\displaystyle {\frac {16}{9}}})、{\displaystyle {\frac {15}{8}}}(或{\displaystyle {\frac {243}{128}}})、2為數列。

## 印度音乐中的纯律
印度音乐的22个“什鲁蒂”其实也就等于取数列1、{\displaystyle {\frac {256}{243}}}、{\displaystyle {\frac {16}{15}}}、{\displaystyle {\frac {10}{9}}}、{\displaystyle {\frac {9}{8}}}、{\displaystyle {\frac {32}{27}}}、{\displaystyle {\frac {6}{5}}}、{\displaystyle {\frac {5}{4}}}、{\displaystyle {\frac {81}{64}}}、{\displaystyle {\frac {4}{3}}}、{\displaystyle {\frac {27}{20}}}、{\displaystyle {\frac {45}{32}}}、{\displaystyle {\frac {64}{45}}}、{\displaystyle {\frac {3}{2}}}、{\displaystyle {\frac {128}{81}}}、{\displaystyle {\frac {7}{5}}}、{\displaystyle {\frac {5}{3}}}、{\displaystyle {\frac {27}{16}}}、{\displaystyle {\frac {16}{9}}}、{\displaystyle {\frac {9}{5}}}、{\displaystyle {\frac {15}{8}}}、{\displaystyle {\frac {243}{128}}}、2。故1什鲁蒂相当于五度律半音、2什鲁蒂相当于三度律半音、3什鲁蒂相当于窄全音、4什鲁蒂相当于寬全音……